# Bonnycastle

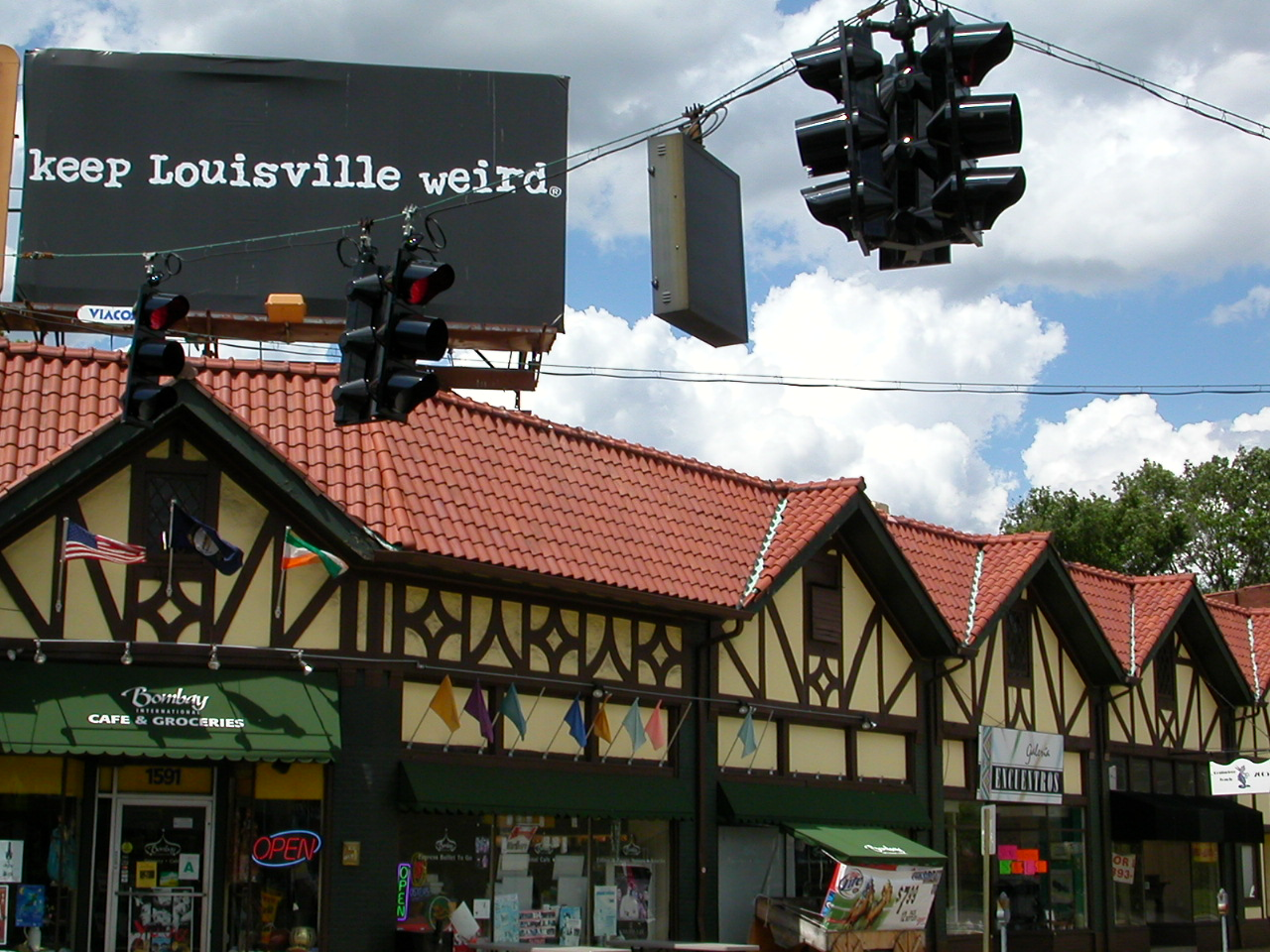
Intersezione di Bardstown Road e Bonnycastle.

Bonnycastle è un quartiere di quattro miglia (6 km) a sud-est del centro di Louisville (Kentucky), negli Stati Uniti. È considerato una parte di un'area più ampia di Louisville chiamata The Highlands. I suoi confini sono Bardstown Road, Cherokee Road, Eastern Parkway e Speed Avenue.

## Storia
Nel 1848, il mercante Isaac Everett acquistò una fattoria di 158 acri (0,64 km²) dalla famiglia Angereau Gray. Vi costruì una villa nel 1863 e la chiamò tenuta Walnut Grove. Sua figlia, Harriet, sposò John Bonnycastle, al quale fu consegnata la tenuta alla sua morte. La coppia si trasferì nella villa nel 1868 e crebbe nove figli. La famiglia iniziò a suddividere la terra sull'attuale Sherwood Avenue nel 1872, anche se lo sviluppo dell'area iniziò solo quando Cherokee Park è stato aperto e un a linea del tram da Bardstown Road alla zona nel 1890. La parte meridionale fu suddivisa dopo la morte di Mr. Bonnycastle e fu chiamata "Bonnycastle's Addition" in suo onore. Parte del terreno è stata anche utilizzata per ampliare il Cherokee Park. La villa originale è ancora in piedi, ora chiamata Everett/Bonnycastle Mansion.
La maggior parte del quartiere fu sviluppata nel 1912, ma un appezzamento rimanente era un tratto campaniforme di 12 acri (49 000 m²), sede dell'originario palazzo, adibito a scuola. Il lotto è stato sviluppato alla fine degli anni '40 e all'inizio degli anni '50 come caratteristica distintiva del quartiere. Le ville di Spring Drive, riconoscibili dai loro cortili anteriori che si estendono per 200 piedi (61 m), sono arroccate in cima a grandi colline. Una delle feste più famose del Derby di Louisville, il Barnstable Brown Party, si tiene in una casa a Spring Drive.
Più vicino al parco, lungo Cherokee, Casselberry e Sulgrave Road, rigide restrizioni dell'atto favorivano le case più grandi. Pur favorendo alloggi di lusso, le restrizioni originali dell'atto vietavano agli stranieri o ai figli di stranieri di possedere case in queste strade e includevano disposizioni come il divieto di stendere il bucato la domenica. Il quartiere ha anche un corso pedonale senza auto, Edgewood Place.

### Influenza da Cherokee Park
Lo sviluppo del quartiere è stato fortemente influenzato dalla sua vicinanza a Cherokee Park. C'è una gamma relativamente ristretta di stili architettonici a Bonnycastle, a causa del breve periodo di tempo in cui è stato sviluppato. Dieci delle sue 15 frazioni furono costruite tra il 1890 e il 1914. Queste parti del quartiere mostrano un mix di stili vittoriani e revivalisti, oltre ad abitati sparsi, realizzati alla maniera americana ("American Craftsman style" o "bungalow style"). Sviluppato nel 1928 il Commodore Apartment Building è stato l'edificio più alto del quartiere che è elencato nel National Register of Historic Places (lett. "Registro Nazionale dei luoghi storici").

## Dati demografici
A partire dal 2000, la popolazione di Bonnycastle era di 4.200 abitanti, di cui il 96,9% è bianca, il 2% è ispanico, l'1% è elencato come altro e lo 0,1% è nero. I laureati sono il 51,7% della popolazione, le persone senza diploma o titolo equipollente sono il 7%. Le femmine sono più numerose dei maschi e corrispondono rispettivamente al 52,8% e al 47,2% della popolazione.